# Jil Teichmann
Jil Belen Teichmann (ur. 15 lipca 1997 w Barcelonie) – szwajcarska tenisistka, zwyciężczyni US Open w grze podwójnej dziewcząt z 2014 roku, złota medalistka igrzysk olimpijskich młodzieży w Nankinie (2014).

## Kariera tenisowa
Jako juniorka została zwyciężczynią US Open w 2014 roku w grze podwójnej dziewcząt (w parze z İpek Soylu).
Zawodową karierę na kortach rozpoczęła w marcu 2012 roku, biorąc udział w turnieju rangi ITF w Fallanden. W sierpniu 2013 w Caslano wygrała swój pierwszy turniej w grze podwójnej rangi ITF. W sumie wygrała sześć turniejów singlowych i pięć deblowych rangi ITF.
W zawodach cyklu WTA Tour Szwajcarka wygrała dwa turnieje w grze pojedynczej z czterech rozegranych finałów, w grze podwójnej natomiast zwyciężyła w jednym turnieju z trzech osiągniętych finałów. Triumfowała też w jednym deblowym turnieju cyklu WTA 125K series.

## Historia występów wielkoszlemowych
Legenda
     W, wygrany turniej
     F, przegrana w finale
     SF, przegrana w półfinale
     QF, przegrana w ćwierćfinale
     xR, przegrana w x rundzie
     Qx, przegrana w x rundzie kwalifikacji
     A, brak startu
     NH, turniej nie odbył się

### Występy w grze pojedynczej
| Australian Open        | A   | A   | A   | A   | Q1  | Q1  | Q1 | 1R | 1R | 2R | 2R  | Q2  | Q3 | 0 / 4  | 2 – 4  |  |  |  |  |  |  |  |  |  |  |  |
| French Open            | A   | A   | A   | A   | Q3  | Q1  | Q1 | 1R | A  | 4R | 1R  | Q3  | 2R | 0 / 4  | 4 – 4  |  |  |  |  |  |  |  |  |  |  |  |
| Wimbledon              | A   | A   | A   | A   | A   | A   | 1R | NH | 1R | 1R | 1R  | Q1  | 1R | 0 / 5  | 0 – 5  |  |  |  |  |  |  |  |  |  |  |  |
| US Open                | A   | A   | A   | Q1  | Q1  | 2R  | 1R | 1R | 2R | 1R | Q1  | Q2  |    | 0 / 5  | 2 – 5  |  |  |  |  |  |  |  |  |  |  |  |
|                        |     |     |     |     |     |     |    |    |    |    |     |     |    |        |        |  |  |  |  |  |  |  |  |  |  |  |
| Ranking na koniec roku | 789 | 586 | 439 | 221 | 142 | 144 | 71 | 57 | 37 | 35 | 143 | 137 |    | 0 / 18 | 8 – 18 |  |  |  |  |  |  |  |  |  |  |  |

### Występy w grze podwójnej
| Australian Open        | A    | A   | A   | A   | A   | A   | A   | 1R  | 1R  | 1R  | 2R  | A   | A | 0 / 4 | 1 – 4 |  |  |  |  |  |  |  |  |  |  |  |  |
| French Open            | A    | A   | A   | A   | A   | A   | A   | 2R  | A   | 2R  | A   | A   | A | 0 / 2 | 2 – 1 |  |  |  |  |  |  |  |  |  |  |  |  |
| Wimbledon              | A    | A   | A   | A   | A   | A   | A   | NH  | A   | A   | A   | A   | A | 0 / 0 | 0 – 0 |  |  |  |  |  |  |  |  |  |  |  |  |
| US Open                | A    | A   | A   | A   | A   | A   | 2R  | A   | 1R  | 1R  | A   | A   |   | 0 / 3 | 1 – 3 |  |  |  |  |  |  |  |  |  |  |  |  |
|                        |      |     |     |     |     |     |     |     |     |     |     |     |   |       |       |  |  |  |  |  |  |  |  |  |  |  |  |
| Ranking na koniec roku | 1064 | 531 | 363 | 221 | 298 | 207 | 288 | 166 | 110 | 106 | 136 | 453 |   | 0 / 9 | 4 – 8 |  |  |  |  |  |  |  |  |  |  |  |  |

### Występy w grze mieszanej
Jil Teichmann nigdy nie startowała w rozgrywkach gry mieszanej podczas turniejów wielkoszlemowych.

## Finały turniejów WTA
| Legenda                     | Legenda |
| --------------------------- | ------- |
| Wielki Szlem                |         |
| Igrzyska olimpijskie        |         |
| WTA Tour Championships      |         |
| 2009 – 2020                 |         |
| WTA Premier Mandatory       |         |
| WTA Premier 5               |         |
| WTA Premier                 |         |
| WTA International Series    |         |
| WTA 125K series (2012–2020) |         |
| od 2021                     |         |
| WTA 1000 (obowiązkowe)      |         |
| WTA 1000 (nieobowiązkowe)   |         |
| WTA 500                     |         |
| WTA 250                     |         |
| WTA 125                     |         |

### Gra pojedyncza 5 (2–3)
| Końcowy wynik | Nr | Data             | Turniej    | Nawierzchnia | Przeciwniczka      | Wynik finału     |
| ------------- | -- | ---------------- | ---------- | ------------ | ------------------ | ---------------- |
| Zwyciężczyni  | 1. | 4 maja 2019      | Praga      | Ceglana      | Karolína Muchová   | 7:6(5), 3:6, 6:4 |
| Zwyciężczyni  | 2. | 28 lipca 2019    | Palermo    | Ceglana      | Kiki Bertens       | 7:6(2), 6:2      |
| Finalistka    | 1. | 16 sierpnia 2020 | Lexington  | Twarda       | Jennifer Brady     | 3:6, 4:6         |
| Finalistka    | 2. | 22 sierpnia 2021 | Cincinnati | Twarda       | Ashleigh Barty     | 3:6, 1:6         |
| Finalistka    | 3. | 20 lipca 2025    | Jassy      | Ceglana      | Irina-Camelia Begu | 0:6, 5:7         |

### Gra podwójna 4 (2–2)
| Końcowy wynik | Nr | Data                 | Turniej     | Nawierzchnia  | Partnerka       | Przeciwniczki                      | Wynik finału |
| ------------- | -- | -------------------- | ----------- | ------------- | --------------- | ---------------------------------- | ------------ |
| Finalistka    | 1. | 16 sierpnia 2020     | Lexington   | Twarda        | Marie Bouzková  | Hayley Carter Luisa Stefani        | 1:6, 5:7     |
| Zwyciężczyni  | 1. | 11 lipca 2021        | Hamburg     | Ceglana       | Jasmine Paolini | Astra Sharma Rosalie van der Hoek  | 6:0, 6:4     |
| Finalistka    | 2. | 19 czerwca 2022      | Berlin      | Trawiasta     | Alizé Cornet    | Storm Sanders Kateřina Siniaková   | 4:6, 3:6     |
| Zwyciężczyni  | 2. | 22 października 2023 | Kluż-Napoka | Twarda (hala) | Jodie Burrage   | Léolia Jeanjean Wałerija Strachowa | 6:1, 6:4     |

## Finały turniejów WTA 125

### Gra pojedyncza 2 (2–0)
| Końcowy wynik | Nr | Data             | Turniej | Nawierzchnia | Przeciwniczka         | Wynik finału |
| ------------- | -- | ---------------- | ------- | ------------ | --------------------- | ------------ |
| Zwyciężczyni  | 1. | 15 września 2024 | Lublana | Ceglana      | Nuria Párrizas Díaz   | 7:6(8), 6:4  |
| Zwyciężczyni  | 2. | 9 lutego 2025    | Mumbaj  | Twarda       | Mananchaya Sawangkaew | 6:3, 6:4     |

### Gra podwójna 2 (1–1)
| Końcowy wynik | Nr | Data             | Turniej       | Nawierzchnia | Partnerka     | Przeciwniczki                        | Wynik finału      |
| ------------- | -- | ---------------- | ------------- | ------------ | ------------- | ------------------------------------ | ----------------- |
| Zwyciężczyni  | 1. | 28 stycznia 2018 | Newport Beach | Twarda       | Misaki Doi    | Jamie Loeb Rebecca Peterson          | 7:6(4), 1:6, 10–8 |
| Finalistka    | 1. | 15 września 2024 | Lublana       | Ceglana      | Lina Ǵorčeska | Nuria Brancaccio Leyre Romero Gormaz | 7:5, 5:7, 7–10    |

## Finały turniejów ITF
| turnieje z pulą nagród 100 000 $ (W100)  |
| turnieje z pulą nagród 80 000 $ (W80)    |
| turnieje z pulą nagród 60 000 $ (W75)    |
| turnieje z pulą nagród 40 000 $ (W50)    |
| turnieje z pulą nagród 25/30 000 $ (W35) |
| turnieje z pulą nagród 15 000 $ (W15)    |
| turnieje z pulą nagród 10 000 $          |

### Gra pojedyncza 13 (7–6)
| Rezultat     |    | Data       | Turniej        | ($)      | Naw.    | Przeciwniczka            | Wynik            |
| Finalistka   | 1. | 26/10/2014 | Szarm el-Szejk | 10 000   | Twarda  | Polina Lejkina           | 2:6, 0:6         |
| Zwyciężczyni | 1. | 30/08/2015 | Brunszwik      | 15 000   | Ceglana | Jekatierina Aleksandrowa | 6:3, 6:3         |
| Zwyciężczyni | 2. | 19/06/2016 | Montpellier    | 25 000+H | Ceglana | Montserrat González      | 6:2, 7:6(6)      |
| Zwyciężczyni | 3. | 25/06/2016 | Périgueux      | 25 000   | Ceglana | Olga Saez Larra          | 6:3, 6:3         |
| Zwyciężczyni | 4. | 06/11/2016 | Hammamet       | 10 000   | Ceglana | Diana Enache             | 6:4, 6:4         |
| Finalistka   | 2. | 05/02/2017 | Kair           | 15 000   | Ceglana | Chantal Škamlová         | 6:3, 6:7(1), 1:6 |
| Finalistka   | 3. | 12/02/2017 | Hammamet       | 15 000   | Ceglana | Georgina García Pérez    | 5:7, 2:6         |
| Zwyciężczyni | 5. | 23/04/2017 | Chiasso        | 25 000   | Ceglana | Kathinka von Deichmann   | 2:6, 6:3, 6:2    |
| Finalistka   | 4. | 14/05/2017 | Cagnes-sur-Mer | 100 000  | Ceglana | Beatriz Haddad Maia      | 3:6, 3:6         |
| Finalistka   | 5. | 29/07/2018 | Porto          | 25 000   | Ceglana | Cristina Bucșa           | 6:7(4), 1:6      |
| Zwyciężczyni | 6. | 31/03/2019 | Pula           | 25 000   | Ceglana | Kaja Juvan               | 7:6(3), 6:0      |
| Zwyciężczyni | 7. | 05/05/2024 | Pula           | 25 000   | Ceglana | Andrea Lázaro García     | 6:3, 6:4         |
| Finalistka   | 6. | 09/06/2024 | Caserta        | 60 000   | Ceglana | Leyre Romero Gormaz      | 2:6, 6:4, 4:6    |

### Gra podwójna 11 (5–6)
| Rezultat     |    | Data       | Turniej        | ($)      | Naw.    | Partnerka              | Przeciwniczki                                | Wynik             |
| Zwyciężczyni | 1. | 30/08/2013 | Caslano        | 10 000   | Ceglana | Chiara Grimm           | Sara Ottomano Barbora Štefková               | 6:4, 4:6, 10–4    |
| Zwyciężczyni | 2. | 26/04/2014 | Chiasso        | 25 000   | Ceglana | Chiara Grimm           | Alice Matteucci Camilla Rosatello            | 7:5, 6:3          |
| Zwyciężczyni | 3. | 22/08/2015 | Lipsk          | 15 000   | Ceglana | Priscilla Hon          | Pia König Conny Perrin                       | 6:1, 6:4          |
| Finalistka   | 1. | 22/01/2016 | Guarujá        | 25 000   | Twarda  | Laura Pigossi          | Paula Cristina Gonçalves Beatriz Haddad Maia | 7:6(3), 5:7, 7–10 |
| Finalistka   | 2. | 17/06/2016 | Montpellier    | 25 000+H | Ceglana | Lourdes Domínguez Lino | Prarthana Thombare Eva Wacanno               | 5:7, 6:2, 9–11    |
| Finalistka   | 3. | 02/09/2016 | Barcelona      | 25 000   | Ceglana | Alice Matteucci        | Andrea Gámiz Georgina García Pérez           | 2:6, 5:7          |
| Zwyciężczyni | 4. | 07/10/2016 | Pula           | 25 000   | Ceglana | Tamara Zidanšek        | Claudia Giovine Camilla Rosatello            | 6:2, 6:4          |
| Finalistka   | 4. | 16/10/2016 | Szarm el-Szejk | 10 000   | Twarda  | Guadalupe Pérez Rojas  | Mariam Bolkwadze Alona Fomina                | 2:6, 3:6          |
| Finalistka   | 5. | 23/10/2016 | Szarm el-Szejk | 100 000  | Twarda  | Guadalupe Pérez Rojas  | Irina Bara Alona Fomina                      | 2:6, 1:6          |
| Zwyciężczyni | 5. | 05/11/2016 | Hammamet       | 10 000   | Ceglana | Guadalupe Pérez Rojas  | Tamara Čurović Barbara Kotelesová            | 6:1, 4:6, 11–9    |
| Finalistka   | 6. | 03/03/2017 | Kurytyba       | 25 000   | Ceglana | Laura Pigossi          | Gabriela Cé Andrea Gámiz                     | 6:4, 2:6, 2–10    |

## Finały wielkoszlemowych turniejów juniorskich

### Gra podwójna (1)
| Końcowy wynik | Rok  | Turniej | Nawierzchnia | Partnerka  | Przeciwniczki                 | Wynik finału   |
| Zwyciężczyni  | 2014 | US Open | Twarda       | İpek Soylu | Wiera Łapko Tereza Mihalíková | 5:7, 6:2, 10–7 |

## Zwycięstwa nad zawodniczkami klasyfikowanymi w danym momencie w czołowej dziesiątce rankingu WTA
Stan na 01.08.2025
| Rok     | 2019 | 2020 | 2021 | 2022 | 2023 | 2024 | 2025 | Łącznie |
| Wygrane | 1    | 0    | 4    | 2    | 1    | 0    | 0    | 8       |

| #    | Zawodnik          | Ranking | Turniej                             | Nawierzchnia | Runda | Wynik            |
| ---- | ----------------- | ------- | ----------------------------------- | ------------ | ----- | ---------------- |
| 2019 |                   |         |                                     |              |       |                  |
| 1.   | Kiki Bertens      | Nr 5    | Palermo, Włochy                     | Ceglana      | F     | 7:6(3), 6:2      |
| 2021 |                   |         |                                     |              |       |                  |
| 2.   | Petra Kvitová     | Nr 10   | Dubaj, Zjednoczone Emiraty Arabskie | Twarda       | 2R    | 6:2, 3:4 krecz   |
| 3.   | Elina Switolina   | Nr 5    | Madryt, Hiszpania                   | Ceglana      | 1R    | 2:6, 6:4, 7:6(5) |
| 4.   | Naomi Ōsaka       | Nr 2    | US Open, Stany Zjednoczone          | Twarda       | 3R    | 3:6, 6:3, 6:3    |
| 5.   | Karolína Plíšková | Nr 4    | US Open, Stany Zjednoczone          | Twarda       | SF    | 6:2, 6:4         |
| 2022 |                   |         |                                     |              |       |                  |
| 6.   | Karolína Plíšková | Nr 6    | Rzym, Włochy                        | Ceglana      | 2R    | 6:2, 4:6, 6:4    |
| 7.   | Anett Kontaveit   | Nr 2    | Toronto, Kanada                     | Twarda       | 2R    | 6:4, 6:4         |
| 2023 |                   |         |                                     |              |       |                  |
| 8.   | Belinda Bencic    | Nr 9    | Indian Wells, Stany Zjednoczone     | Twarda       | 2R    | 3:6, 6:3, 6:3    |